# Jongen van de straat (Cor, Boef & Mula B)
Jongen van de straat is een lied van de Italiaans-Nederlandse rapper Cor in samenwerking met de Algerijns-Franse rapper Boef en de Nederlandse rapper Mula B. Het werd in 2022 als single uitgebracht en stond in 2023 als vierde track op het album Met liefde uit de wijk van Cor.

## Achtergrond
Jongen van de straat is geschreven door Hakim Barkaoui, Hicham Gieskes, Sofiane Boussaadia en Cor en geproduceerd door Hakmadafack. Het is een nummer dat past in de genres nederhop en drillrap. In het lied rappen de artiesten over hun straatleven, inclusief over het dragen van wapens. Het is de eerste keer dat de drie artiesten met elkaar samenwerken. Ook onderling werden er nog geen hits met elkaar gemaakt. 

## Hitnoteringen
De artiesten hadden bescheiden succes met het lied in Nederland. Het stond de 41e plaats van de Single Top 100 in de enige week dat het in deze hitlijst te vinden was. De Top 40 en haar Tipparade werden niet bereikt.